# Basilodes inquinatus
Basilodes inquinatus är en fjärilsart som beskrevs av Charles L. Hogue 1963. Basilodes inquinatus ingår i släktet Basilodes och familjen nattflyn. Inga underarter finns listade i Catalogue of Life.